# Tunquén
Tunquén (mapudungún ihiun, hender o rajar, y quetu terreno, o sea tierra que se abre o se agrieta) es una localidad chilena situada en el Litoral Central en torno a una gran playa que no ha sido desarrollada inmobiliariamente, y ubicada entre las comunas de Casablanca (en el distrito censal de Tunquén) y Algarrobo (en el distrito censal de San José), en las provincias de Valparaíso y San Antonio, Región de Valparaíso. Hay un cementerio polinesio prehispánico.

## Descripción
Es una franja de 300 metros de costa con una extensión de 5 kilómetros que limita al norte con caleta Barco o El Barco; al sur con El Yeco. Al norte de la playa está la desembocadura del Estero Casablanca donde se crea el humedal de Tunquén. Al sur sobre la playa se encuentra la parcelación del Condominio Campomar. Al oeste el océano Pacífico. Sus coordenadas geográficas son: 33° 16’ S; 71° 39’ W.
En Tunquén tienen casa una serie de famosos chilenos.
Al norte de su gran playa existen 3 parcelaciones —La Boca, El Rosario y Punta de Gallo—, con más de 400 casas. Todas las cuales funcionan con energía solar pues no cuentan con redes de ningún tipo. Estas tres parcelaciones están ubicadas en el distrito de Tunquén propiamente tal (comuna de Casablanca), mientras que Campomar se encuentra en el distrito de San José (comuna de Algarrobo).
La playa es de aguas someras con una zona de dunas en forma de semicircunferencia de 2 km, en la línea de playa (sentido Noroeste-sureste) y de un km de ancho. En la parte norte desemboca el estero Casablanca, que es apozado por la barra de arena, formando el humedal de Tunquén. Aguas arriba de la desembocadura (2,4 km) se encuentra las casas de la Hacienda.
Pertenece a la cuenca hidrográfica del citado estero, curso de alimentación pluvial que nace en la Cordillera de la Costa. Su origen costero determina el color claro de la arena de la playa grande de Tunquén (arenas graníticas), la morfología de playa corresponde a las llamada rompiente de barra y rip o playa de vaivén por la llegada perpendicular de las olas a la playa, lo que genera su característica forma ondulada y la formación de microacantilados, que determinan un perfil de playa erosional monosecuencial, es decir, la ola saca o erosiona la arena de la playa y forma solo un nivel de microacantilado.

## Estero Casablanca

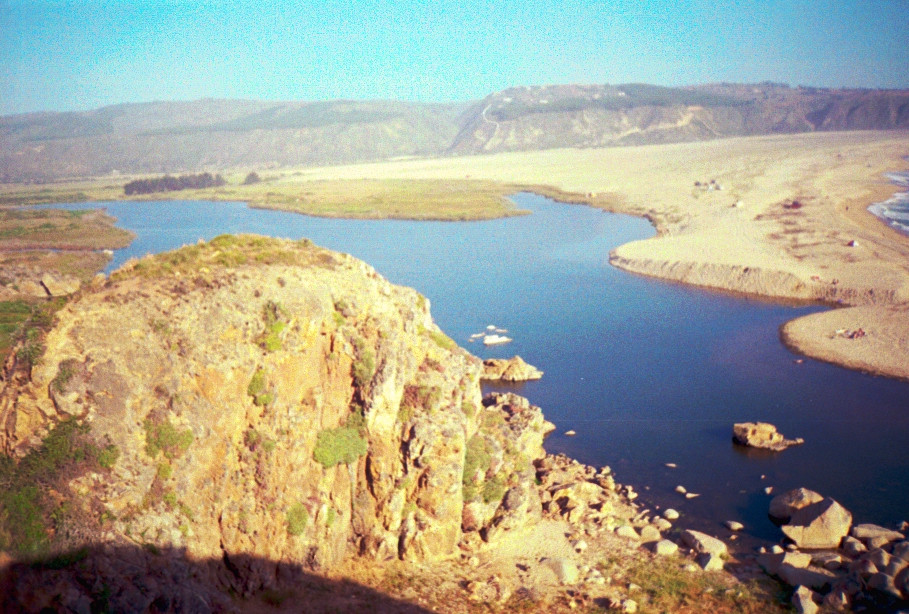
Humedal de Tunquén desde el norte.

El estero Casablanca, sufre notables variaciones naturales (crecidas invernales, apertura de la barra costera) y otras causadas por agentes antrópicos, en los que se reconoce que a medida que se acerca a la laguna costera o humedal, el agua aumenta de conductividad eléctrica por la mayor concentración de sales, lo que a su vez produce un alza de pH, tendiendo a ser un agua más alcalina. Por el contrario, se reconoce una disminución del oxígeno, quizás como producto de las reacciones químicas desarrolladas por esta mayor cantidad de sales, aportadas por la brisa marina y por las entradas del mar. Por lo que el ecosistema acuático del estero Casablanca tiene una zona de agua dulce propiamente tal en el sector del puente y más arriba, y otra con fuerte impacto o influencia marina en la laguna.

## Historia

### Periodo agroalfarero temprano
En Tunquén hay hallazgos del Período Alfarero Temprano (Complejo Cultural Llolleo). Se han encontrado diversos instrumentos líticos y cerámicas de la Cultura Llolleo  en el estero Tunquén (están en el Museo de San Antonio).
También se encuentran restos de la Tradición Bato (300 a. C.), generalmente provenientes de ritos funerarios que se efectuaban en las cercanías de los lugares de habitación o debajo de ellos.
El crecimiento inmobiliario en la zona ha provocado una serie de descubrimientos en las cercanías del humedal y en los cerros aledaños. Así, en Quebrada Grande se encontró una vasija subglobular con asas, cuyas características son de la Cultura Llolleo. Los sitios fueron clasificados como Tunquén 1 y 2 y se trata de sepulturas aisladas con cerámica fragmentaria.
Los sitios arqueológicos detectados, ya sean de índole prehispánico o histórico, no han sido estudiados exhaustivamente ni se han realizado investigaciones arqueológicas sistemáticas en el área de Tunquén, lo cual abre grandes posibilidades para estudios científicos e históricos a futuro.

### Contacto polinesio
Evidencias de mestizaje entre exploradores polinésicos y mujeres nativas del litoral central, datadas entre el siglo X y XII fue el resultado del rescate arqueológico efectuado en Tunquén en enero de 2017.

“Se trata de una docena de esqueletos de mil años atrás, que se encontraban en muy buen estado. Presentaban los mismos rasgos morfológicos de los restos arqueológicos encontrados en 1990 y años posteriores, en Isla Mocha, al sur de Concepción. Algunos de los cuerpos presentaban todos o algunos de los 3 rasgos morfológicos que caracterizan el fenotipo polinésico: mandíbula con base curva (“rocker jaw”), cráneo de forma pentagonal, y la forma oval del orificio de la cabeza del fémur que conecta los ligamentos a la cadera”
José Miguel Ramírez, investigador del Centro de Estudios Avanzados (CEA) de la Universidad de Playa Ancha

### Inca
Durante la dominación inca, la zona alta del valle del estero de Casablanca fue denominada Acuyo, traducción quechua del nombre mapudungún Curauma. Tras pasar los lavaderos de oro del estero Las Dichas se le agregaba el sufijo " (milla" en mapudungún, quedando en Curaumilla.

### Historia contemporánea
La hacienda de Tunquén fue cedida por doña María Báez Flores (hija de don Hernando Báez y doña Catalina Flores) a la  Compañía de Jesús en 1672. La orden mantuvo dicha hacienda junto a varias otras haciendas adyacentes tales como -la hacienda de las Tablas, Laguna, Quebrada Verde, Quintay- hasta el año 1767 (año de su expulsión de Chile). La Junta de Temporalidades encargada de administrar los bienes raíces de los jesuitas expulsados remató la hacienda denominada "las Tablas" (adyacente a la antigua hacienda de Tunquén por el norte) a don Francisco Ruiz de Balmaceda en 1784. Es importante destacar que en dicha venta se incluían además las antiguas haciendas de Tunquén y de Quintay. En 1794 la hacienda las Tablas-Tunquén-Quintay fue rematada por don José Ramírez de Saldaña, de origen guatemalteco y Prior del Real Tribunal del Consulado de Santiago, casado en segundas nupcias con doña Margarita Velasco y Cañas del Portillo. La propiedad pasó luego a manos de don Francisco de Paula Ramírez de Saldaña Velasco y su esposa doña Gertrudis Rosales Larraín. Uno de los hijos de este matrimonio, don José Manuel Ramírez Rosales, vendió la hacienda fusionada a don Pedro Antonio Martínez en 1868, quien realizó la primera fragmentación vendiendo la hacienda de Tunquén a don Nicolás Igualt en 1872. El señor Igualt mantuvo la propiedad en su poder por casi cuatro décadas, vendiéndola en 1913 a don Francisco Antonio Hernández. El señor Hernández es quien finalmente la enajena en 1935 al Sr. Alfredo Strange y su esposa Sara Santibáñez. Los herederos del matrimonio Strange-Santibáñez heredaron varias hijuelas de la antigua hacienda (actuales fundos la Boca, el Rosario, Punta de Gallo, etc.) que fueron luego subdivididas y vendidas a fines del siglo XX a múltiples propietarios.[cita requerida]

### Actualidad
El Fundo de Tunquén —que tenía en el pasado 1100 hectáreas pertenecientes a la familia Strange e incluía desde Punta Chago por el norte hasta El Yeco por el sur— comenzó a parcelarse hace 30 años. Las primeras fueron las del condominio Campomar, para seguir con Parcelación La Boca, Rosario, Punta Gallo y El Barco. Hoy Tunquén constituye una isla de biodiversidad costera entre dos expansiones de megaproyectos urbanos como son Santa Augusta en Quintay y San Alfonso del Mar en Algarrobo Norte.[cita requerida]

## Flora y fauna
Tunquén es la única playa del litoral central chileno que aún no se ha convertido en balneario. El humedal y la ladera norte son los lugares que urgentemente necesitan de protección, por la concentración de anfibios, aves, reptiles y mamíferos que allí se encuentran. Desde el punto de vista de la flora y la vegetación, esta área presenta mayor riqueza de especies, 12 de ellas en categoría de conservación.

### Flora

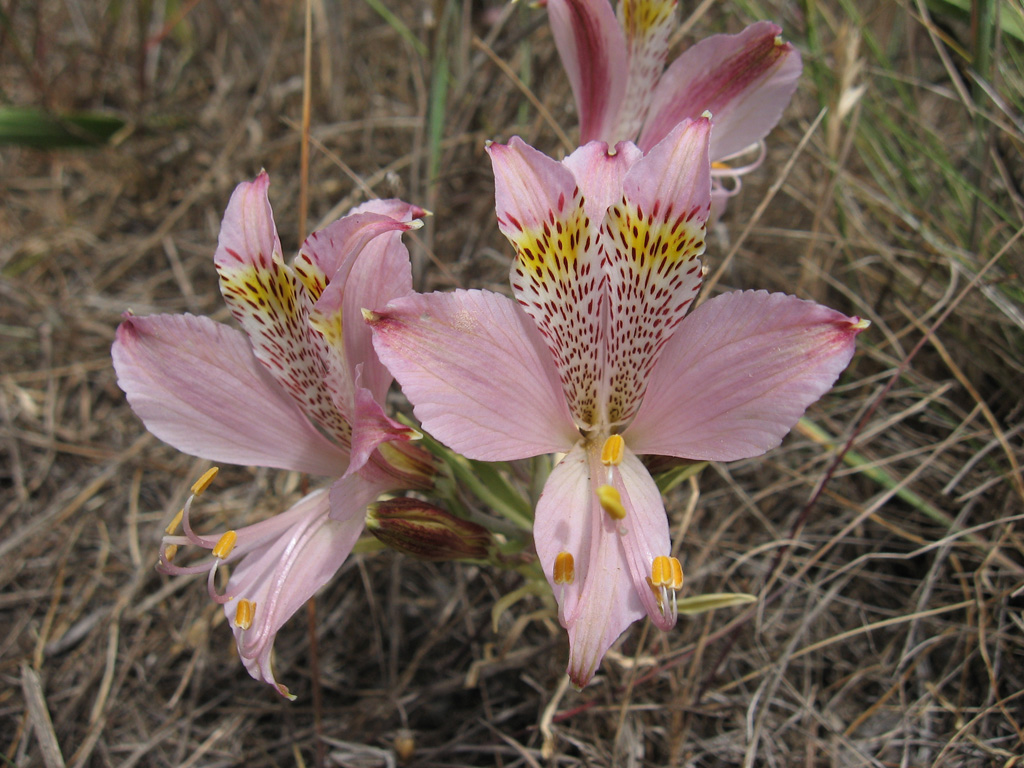
Lirio costero, llamado también lirio de arena.

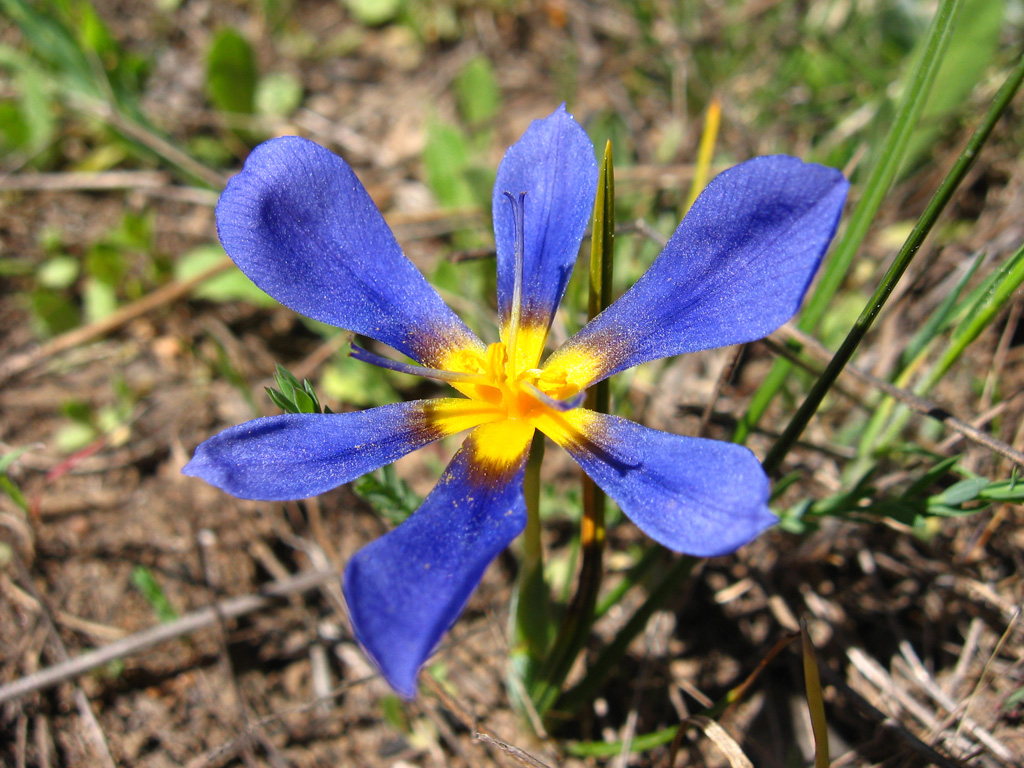
Violeta.

- Paramela: escasamente conocida, endémica de Chile
- Lirio de arena o costero: vulnerable a nivel nacional.
- Violeta: en peligro de extinción a nivel nacional.
- Huillipatagua: escasamente conocida, endémica de Chile
- Quisco: vulnerable a nivel regional.
- Huille:vulnerable a nivel nacional
- Petrillo o arrayán de hoja roja:[9] escasamente conocida, endémica de Chile
- Quisquito: vulnerable a nivel regional.
- Palo colorado: vulnerable a nivel nacional
- Chagual: vulnerable a nivel nacional.
- Puya berteroniana, otra especie de chagual:[10] vulnerable al nivel nacional.
- Huilmo azul: escasamente conocida, endémica de Chile

### Vegetación
De acuerdo con Pisano, la vegetación corresponde a la de la Zona Mesomórfica de Chile; formaciones características de ella potenciales para el área de Tunquén serían:

#### Matorrales Arborescentes de la Cordillera de la Costa
Formación extendida entre los 30°50’ S y los 36°30’ S. Corresponde a una formación con tres estratos, arbóreo, arbustivo y herbáceo, con hierbas perennes y anuales.
1. El estrato arbóreo presenta especies como litre, molle, peumo, boldo  y quillay  entre otras.
2. En el arbustivo las especies que más destacan son Baccharis paniculata, colliguay, quilo, salvia macho, mitique y chaguales.
3. Entre las hierbas, las más frecuentes son varias Leucocoryne, Alstroemeria y Oxalis y las gramíneas de los géneros Melica, Nasella y Bromus

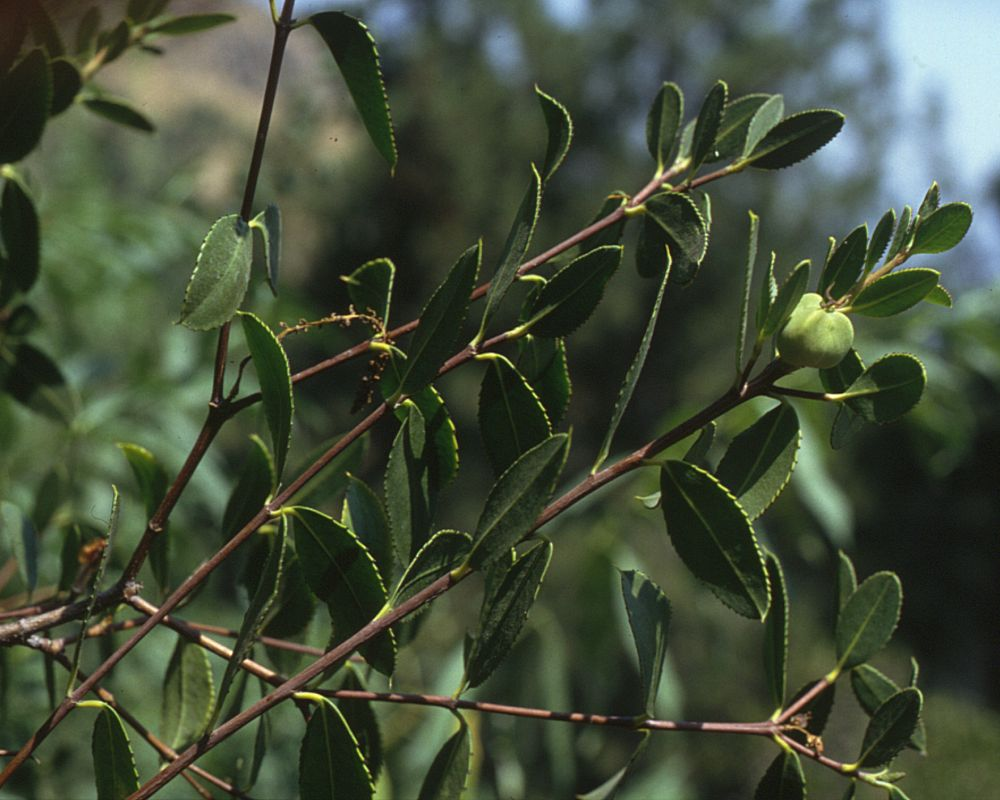
colliguay

El área del estudio se encuentra en la región del matorral y del bosque esclerófilo, específicamente en la de la formación del bosque esclerófilo costero. De acuerdo con Gajardo esta se presenta principalmente como estados regenerativos de la vegetación debido a un intenso uso. Se distribuye en el sector costero de la zona central, y tiene su límite sur cerca de la cordillera de la Costa en la latitud de San Antonio. Las asociaciones principales del área son:
- Peumo-molle. Comunidad de bosque que se encuentra principalmente en las laderas de umbría y en las quebradas. Además de las especies señaladas se encuentran boldos, litres, Adenopeltis serrata
- Lithrea caustica-Peumus boldus. Comunidad de bosque pero más frecuente como monte bajo. En algunos puntos se pueden encontrar formas más arbóreas. Las especies dominantes aparte de los literes y boldos son Cryptocarya alba, Quillaja saponaria (quillay), oreganillo, tebo, Alstroemeria angustifolia, chagual  y Podanthus mitiqui (mitique), coironcillo.
- Chamicilla-chagual. Comunidad característica de las terrazas litorales. Otras especies de la comunidad son vautro, palo rosado, cacho de cabra, quisco).
- Quinchigüe-grama salada. Comunidad de baja diversidad que se encuentra en las dunas de la línea superior de las playas.
- Suspiro-quisquito.Comunidad costera característica de los sitios rocosos. Presenta una composición florística variada a lo largo de su distribución. Otras especies presentes son Neoporteria subgibbosa, renilla y liuto.

### Fauna

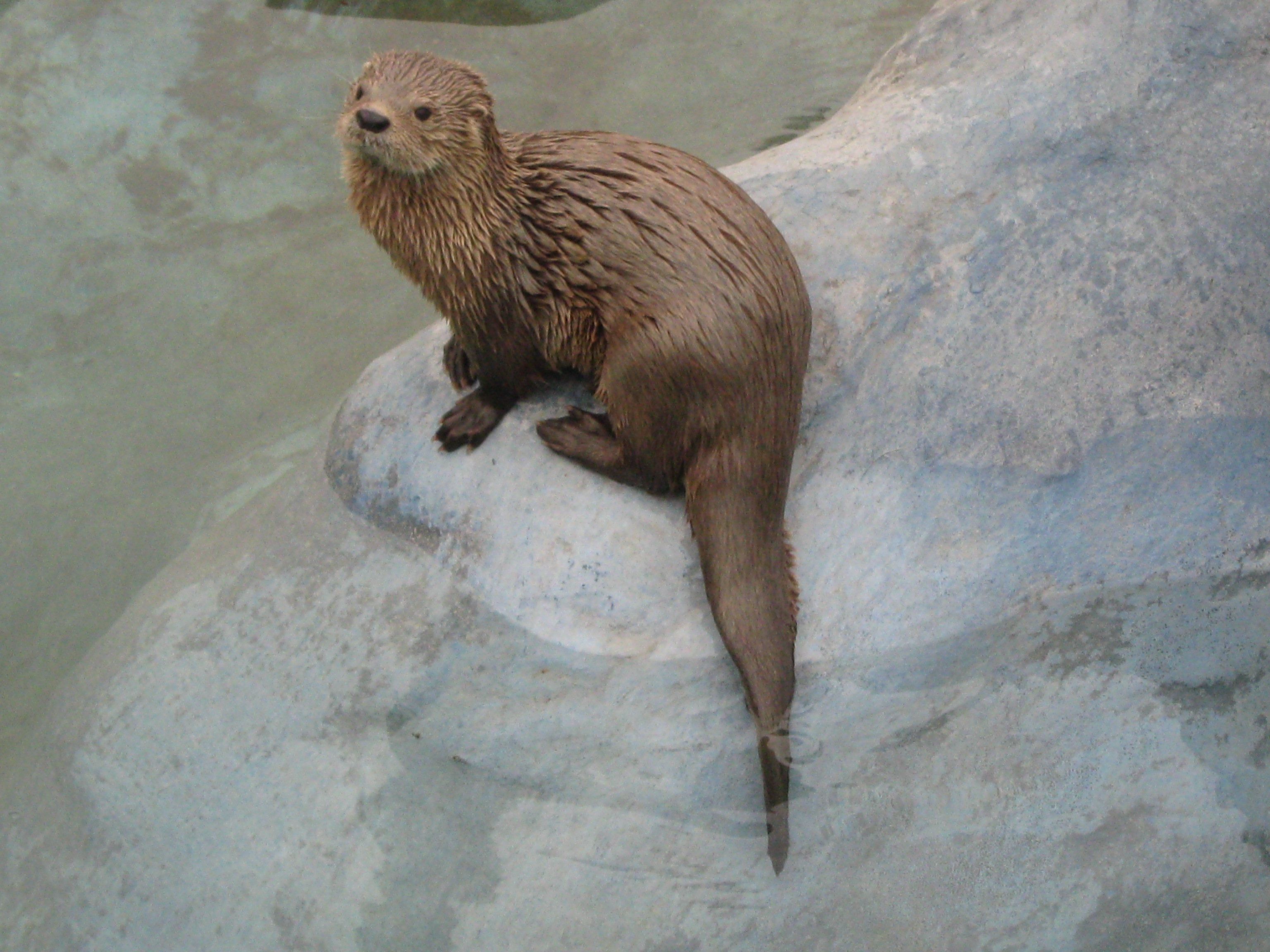
Chungungo.

El ecotono del humedal es importante de conservar por la presencia de varias aves que viven y nidifican entre los juncos como el trile, pájaro de siete colores; los huairavos, las taguas y las hualas. También se pueden observar las garzas, como la grande y la chica. Lo mismo que por los anfibios presentes como la rana chilena, el vulnerable sapito de cuatro ojos y el sapo de rulo (todas vulnerables)

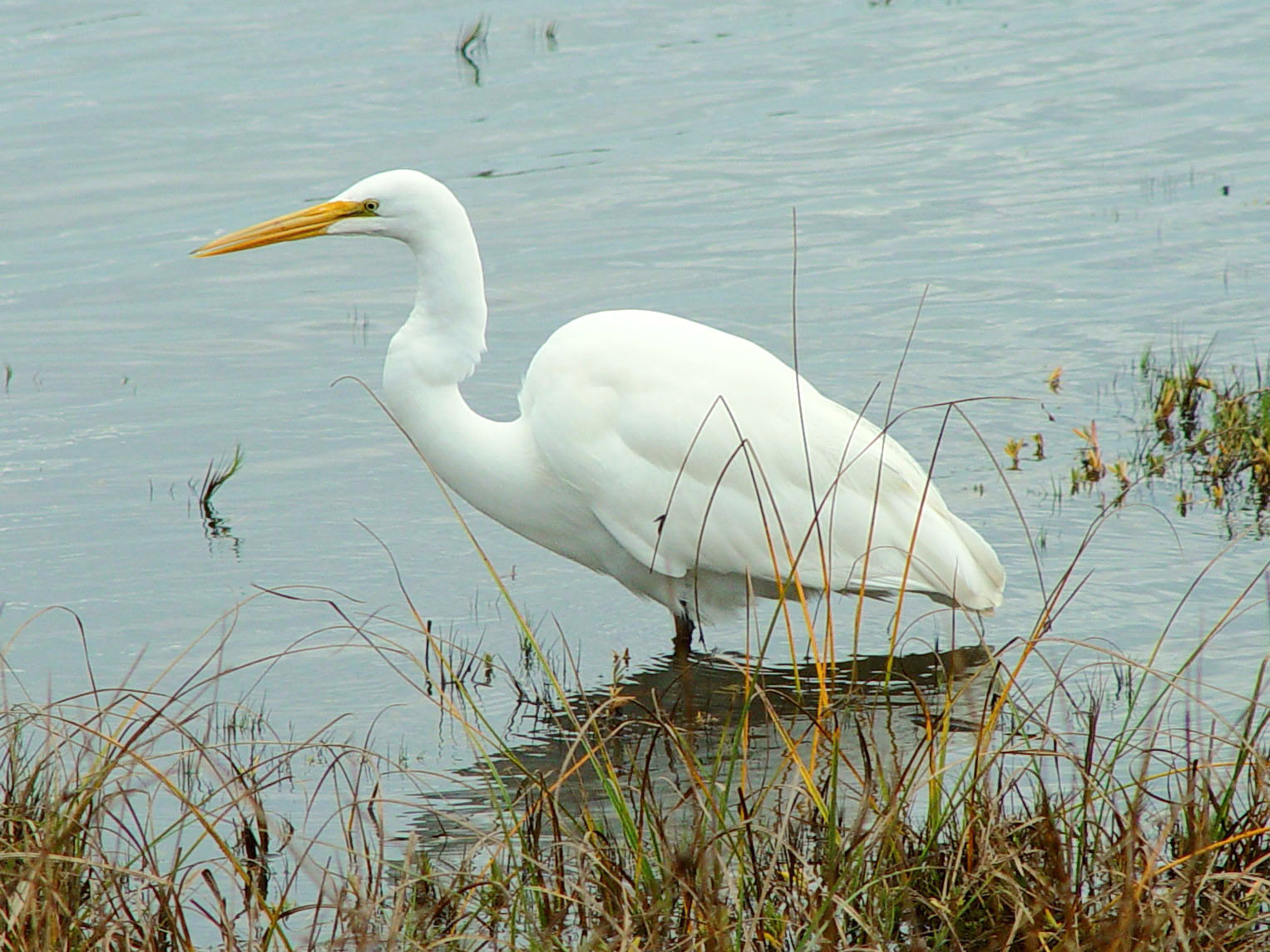
Garza blanca.

Llega también al humedal la becasina Gallinago paraguaiae, clasificada como vulnerable: en 19 humedales de la región mediterránea, prospectados durante 10 estaciones (1993 – 1998), solo ha sido avistada en 6 de ellos y su abundancia total estacional no llega a tres individuos por estación.
Se ven asimismo aves migratorias como el Playero de Bird, la gaviota de Franklin, el zarapito (Chile cumple aquí con los compromisos internacionales relativos a la conservación de la biodiversidad, tales como la Convención relativa a los Humedales de Importancia Específicamente como Hábitat de Aves Acuáticas

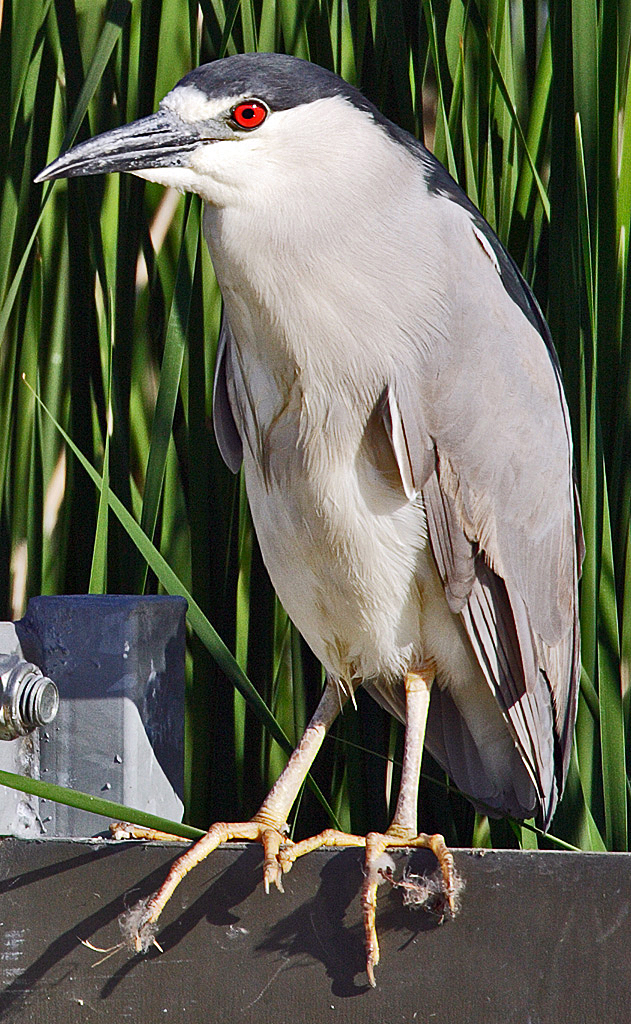
Huiravo.

Las aves asociadas directamente al humedal son 17 especies, más dos especies observadas por L. Iturriaga: la garza cuca y el chorlito de collar.
También habitan allí varias especies de vertebrados terrestres que se encuentran en categoría de conservación como la culebra de cola larga y el  lagarto gritón (ambos, vulnerables); la torcaza, en peligro de extinción; lo mismo que mamíferos: la yaca, rara; el cururo en peligro de extinción; el  zorro culpeo y la laucha de pelo largo (ambas especies inadecuadamente conocidas); el Octodon lunatus o degú luna o costino, vulnerable.
El chungungo se encuentra también catalogada como vulnerable y respecto de ella se ha solicitado un estudio urgente para determinar el estado actual de sus poblaciones, ya que esta especie se sigue cazando por el valor de su piel. Por esta razón, es de suma importancia proteger ambientes que puedan ser frecuentados por él. La abundancia del chungungo, puede utilizar playas y desembocaduras de río, estaría inversamente relacionada con la actividad humana, por lo que sería de suma importancia para la población que habita en Tunquén crear un área protegida en sus costas.

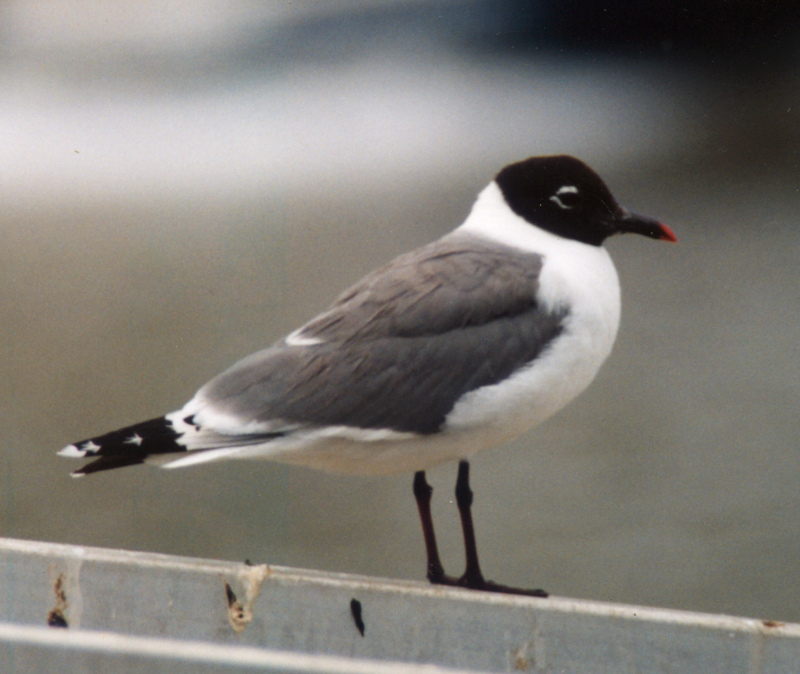
Gaviotín de Franklin.

### Ictiología
Por último, es importante conservar el humedal por la presencia de seis tipos de peces, de los cuales tres, endémicos de Chile, se encuentran en categoría de conservación: el bagre chico, el pejerrey de escama chica (Basilichthys microlepidotus) y la pocha.

## Demografía

### Religión
La Capilla de Tunquén es el principal templo en la localidad de la Iglesia católica en Chile.Adicionalmente y como parte de las minorías religiosas del país, existe un centro de meditación del budismo chileno, que alberga monjes y una comunidad budista activa vinculada al pensamiento Sōtō Zen.

### Personas destacadas
Su habitante (temporal) más ilustre es la presidenta Michelle Bachelet. También tienen casa en Tunquén otros políticos — Íngrid Antonijevic, Álvaro García Hurtado, Carolina Tohá, Jaime Gazmuri, Viviane Blanlot  — o artistas como Katherine Salosny, Roberto Artiagoitía, Cristián Campos, Sergio Lagos, Rafael Araneda, Claudia Conserva, Juan Carlos Valdivia, Francisco Reyes, Mane Swett y Alfredo Castro, por nombrar solo a algunos, a los que peyorativamente se les conoce como el red set de Tunquén.
El cantante puertorriqueño Chayanne grabó en una casa de Tunquén el video del tema Si nos quedara poco tiempo.